# جامعة تكساس في إل باسو

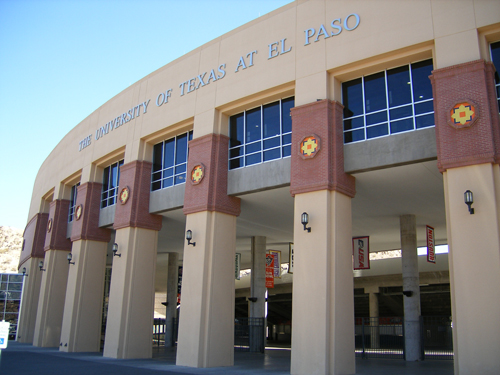

جامعة تكساس في إل باسو ( UTEP ) هي جامعة بحثية عامة في إل باسو، تكساس . وهي عضو في نظام جامعة تكساس . تعد الجامعة هي ثاني أكبر جامعة في الولايات المتحدة تضم أغلبية من الطلاب الأمريكيين المكسيكيين (حوالي 80٪) بعد جامعة تكساس ريو غراندي فالي .  وهي مصنفة ضمن "R1: جامعات الدكتوراه - نشاط بحثي مرتفع جدًا".  
تعد الجامعة موطنًا لملعب صن بول ، الذي يستضيف مسابقة كرة القدم الجامعية السنوية صن بول كل شتاء.
يعد الحرم الجامعي أحد الأماكن القليلة في العالم خارج بوتان أو التبت التي تحتوي على مباني تم إنشاؤها على طراز دزونغ المعماري . يقع على سفوح التلال المطلة على نهر ريو غراندي ، مع إطلالة على سيوداد خواريز عبر الحدود بين المكسيك والولايات المتحدة .

## أنظر أيضاً
- قائمة الجامعات في تكساس حسب التسجيل
- تاريخ الأمريكيين المكسيكيين في تكساس